# Rudzienko
Rudzienko es un pueblo de Polonia, en Mazovia.  Se encuentra en el distrito (Gmina) de Dobre, perteneciente al condado (Powiat) de Mińsk. Se encuentra aproximadamente a 27 km al suroeste de Dobre, a 10 km al suroeste de Mińsk Mazowiecki, y a 36 km  al este de Varsovia. Su población es de 670 habitantes.
Entre 1975 y 1998 perteneció al voivodato de Siedlce.